# Edessa (Mezopotamija)
Edessa (starogrčki Ἔδεσσα) je povijesno ime za asirijski grad u sjevernoj Mezopotamiji, koga je osnovao Seleuk I Nikator. Na njegovom mjestu se sada nalazi grad Şanlıurfa.
Imao je važnu ulogu u povijesti kršćanstva, s obzirom na to da se u njemu, prema predaji, nalazio Sveti Mandilion, koga će u vrijeme borbi s Arapima bizantski car Roman I. dovesti u Carigrad. U doba prvog križarskog rata su je 1099. osvojili križari i osnovali Grofovija Edesu. Godine 1144. ju je osvojio Zengi, poubijao kršćansko stanovništvo, a što je poslužilo kao povod za izbijanje drugog križarskog rata.

## Vanjske poveznice
- Old and new Images from Edessa  Arhivirana inačica izvorne stranice od 21. srpnja 2006. (Wayback Machine)
- Richard Stillwell, ed. Princeton Encyclopedia of Classical Sites, 1976: "Antioch by the Callirhoe, later Justinopolis (Edessa; Urfa) Turkey"
- Chronicle of Edessa
- Livius.org: Edessa  Arhivirana inačica izvorne stranice od 5. lipnja 2011. (Wayback Machine)